# Maribel Vilaplana Vilaplana
Maribel Vilaplana Vilaplana (Beniarres, 1975) és una periodista i presentadora de televisió valenciana.
Llicenciada en ciències de la informació i periodisme el 1998 per la Universitat CEU Cardenal Herrera, comença a treballar al Centre Territorial de RTVE al País Valencià i la ràdio 97.7, per passar a ser presentadora dels informatius Notícies 9 de Canal 9-TVV el 1999. De 2004 a 2009 presentà el magazín matinal de Canal 9 "Matí, matí" per tornar després als informatius del migdia fins al tancament de RTVV en 2013.
Després del tancament de Canal 9 va exercir de professora d'oratòria a l'escola d'empresaris EDEM, la Cambra de Comerç de València, la Universitat de València o la Universitat Europea de València.
Es va incorporar en agost de 2023 al consell directiu del Llevant Unió Esportiva com a consellera portaveu amb l'entrada d'un nou equip gestor dirigit per l'empresari José Dánvila Subiza.

## Vida familiar
Està divorciada des de 2017 del periodista Xavier Carrau, amb qui té dos fills, Júlia i Xavier.